# Thelairosoma angustifrons
Thelairosoma angustifrons là một loài ruồi trong họ Tachinidae.